# Сант-Онофрио (титулярная церковь)
Титулярная церковь Сант-Онофрио (лат. Titulus Sancti Honuphrii in Ianicullo) — титулярная церковь была создана Папой Львом X 6 июля 1517 года, когда, во время консистории от 1 июля 1517 года, значительно увеличилось число кардиналов. 
Папа Сикст V поднял ранг титулярной диаконии до титулярной церкви кардинала-священника 13 апреля 1587 года Апостольской конституцией «Religiosa». Титулярная диакония принадлежит церкви Сант-Онофрио, расположенной в районе Рима Трастевере, на пьяцца Сант-Онофрио.

## Список кардиналов-дьяконов титулярной диаконии Сант-Онофрио
- Жан Лотарингский — (7 января 1519 — 10 мая 1550, до смерти);
- Инноченцо Чокки дель Монте — (1 сентября 1550 — 4 мая 1562, назначен кардиналом-дьяконом pro illa vice Сан-Каллисто);
- Людовико Мадруццо — (4 мая 1562 — 9 февраля 1569); титул pro hac vice (9 февраля 1569 — 1 октября 1586, назначен кардиналом-священником Сант-Анастазия).

Титулярная диакония возведена в ранг титулярной церкви кардинала-священника в 1587 году.

## Список кардиналов-священников титулярной церкви Сант-Онофрио
- Филипп де Ленонкур — (15 января 1588 — 13 декабря 1592, до смерти);
- Филиппо Сега — (5 декабря 1594 — 29 мая 1596, до смерти);
- Фламинио Пьятти — (10 июня 1596 — 24 апреля 1600, назначен кардиналом-священником Санта-Мария-делла-Паче);
- Доменико Тоски — (25 июля 1604 — 5 мая 1610, назначен кардиналом-священником Сан-Пьетро-ин-Монторио);
- Маффео Барберини — (5 мая 1610 — 6 августа 1623, избран Папой Урбаном VIII);
- Франческо Барберини старший — титулярная диакония pro hac vice (20 ноября 1623 — 13 ноября 1624, назначен кардиналом-дьяконом Сант-Агата-алла-Субурра);
- Антонио Барберини старший, O.F.M.Cap. — (13 ноября 1624 — 7 сентября 1637, назначен кардиналом-священником Сан-Пьетро-ин-Винколи);
  - вакансия (1637 — 1645);
- Орацио Джустиниани, Orat. — (24 апреля 1645 — 25 июля 1649, до смерти);
- Джованни Джироламо Ломеллини — (12 марта 1652 — 4 апреля 1659, до смерти);
- Бенедетто Одескальки — (21 апреля 1659 — 21 сентября 1676, избран Папой Иннокентием XI);
- Пьер де Бонзи — (19 октября 1676 — 19 октября 1689, назначен кардиналом-священником Сан-Пьетро-ин-Винколи);
- Вильгельм Эгон фон Фюрстенберг — (14 ноября 1689 — 10 апреля 1704, до смерти);
- Орацио Филиппо Спада — (21 марта 1707 — 28 июня 1724, до смерти);
- Винченцо Петра — (20 декабря 1724 — 11 февраля 1737, назначен кардиналом-священником Сан-Пьетро-ин-Винколи);
  - вакансия (1737 — 1744);
- Франческо Ланди — (15 июня 1744 — 13 сентября 1745, назначен кардиналом-священником Сан-Джованни-а-Порта-Латина);
  - вакансия (1745 — 1749);
- Джованни Баттиста Месмер — (22 сентября 1749 — 20 июня 1760, до смерти);
  - вакансия (1760 — 1773);
- Джованни Анджело Браски — (10 мая 1773 — 15 февраля 1775, избран Папой Пием VI);
- Маркантонио Марколини — (28 июля 1777 — 18 июня 1782, до смерти);)
  - вакансия (1782 — 1794);
- Джованни Баттиста Капрара — (21 февраля 1794 — 21 июня 1810, до смерти);
  - вакансия (1810 — 1816);
- Джованни Баттиста Дзаули — (29 апреля 1816 — 21 июля 1819, до смерти);
- Луиджи Фрецца — (21 ноября 1836 — 14 октября 1837, до смерти);
- Джузеппе Гаспаро Меццофанти — (15 февраля 1838 — 15 марта 1849, до смерти);
- Карло Луиджи Морикини — (18 марта 1852 — 12 марта 1877, назначен кардиналом-епископом Альбано);
- Франческо Саверио Апуццо — (20 марта 1877 — 30 июля 1880, до смерти);
  - вакансия (1880 — 1894);
- Доменико Свампа — (21 мая 1894 — 10 августа 1907, до смерти);
- Пьер Андриё — (19 декабря 1907 — 15 февраля 1935, до смерти);
- Эммануэль-Селестен Сюар — (19 декабря 1935 — 30 мая 1949, до смерти);
- Хосе Гариби-и-Ривера — (18 декабря 1958 — 17 мая 1972, до смерти);
- Пий Таофинуу, S.M. — (5 марта 1973 — 19 января 2006, до смерти);
- Карло Фурно — (10 мая 2006 — 9 декабря 2015, до смерти);
  - вакансия (2015 — 2023);
- Пьербаттиста Пиццабалла — (30 сентября 2023 — по настоящее время).